# 学校法人千葉敬愛学園
学校法人千葉敬愛学園（がっこうほうじんちばけいあいがくえん）とは、千葉県に所在する学校法人で、大学・短期大学・高等学校・幼稚園の運営に当たる。また、姉妹法人の学校法人長戸路学園とともに敬愛グループを形成している。

## 沿革
- 1926年 - 財団法人関東中学校が認可されたのに始まる。

創立者は長戸路政司（1884-1980）で、千葉県野栄町生まれ。旧制第二高等学校、1910年東京帝国大学法科大学卒業。和歌山地方裁判所検事局検事、1913年東京で弁護士を開業。1921年、「敬天愛人」を建学精神とする八日市場女学校（現 敬愛大学八日市場高等学校）を開設、千葉市に関東中学校（現 千葉敬愛高等学校）を開設。長男・長戸路千秋（1913年-1988年 1953年東大卒）、次男・長戸路信行、三男・長戸路政行があとを継いだ。
- 1931年4月 - 設置者を財団法人関東学園に変更認可。
- 1948年 - 関東中学校が千葉関東高等学校となる。
- 1951年2月 - 財団法人関東学園を学校法人関東学園として設置認可。
- 1953年3月 - 千葉関東商業高等学校（現 敬愛学園高等学校）設置認可。
- 1957年11月 - 千葉関東商業高等学校に工業科設置、名称を千葉工商高等学校と改称。
- 1958年7月 - 千葉関東高等学校の名称を千葉敬愛高等学校と改称認可。
- 1966年1月 - 学校法人名を千葉敬愛学園と改称認可、千葉敬愛経済大学設置認可、千葉敬愛短期大学の設置者を学校法人長戸路学園より本法人に変更認可。
- 1973年3月 - 千葉敬愛短期大学附属幼稚園設置認可。
- 1994年6月 - 千葉工商高等学校の名称を敬愛学園高等学校と改称認可。
- 2010年1月 - 株式会社敬愛サービスが、学校法人千葉敬愛学園の出資により設立される[4]。
- 2024年4月 - 千葉敬愛短期大学を稲毛キャンパスに移転、千葉敬愛短期大学の名称を敬愛短期大学へと変更、同附属幼稚園も合わせて名称変更[5]。
- 2026年 - 法人創立100周年[6]。

## 運営学校・付属施設
- 敬愛大学
- 敬愛短期大学
- 千葉敬愛高等学校
- 敬愛学園高等学校
- 敬愛短期大学附属幼稚園
- 株式会社敬愛サービス